# Трикијана
Трикијана (итал. Trichiana) је насеље у Италији у округу Белуно, региону Венето.
Према процени из 2011. у насељу је живело 2250 становника. Насеље се налази на надморској висини од 333 м.

## Становништво
Према резултатима пописа становништва 2011. у општини је живело 4.832 становника.
| 1931. | 1936. | 1951. | 1961. | 1971. | 1981. | 1991. | 2001. | 2011. |
| ----- | ----- | ----- | ----- | ----- | ----- | ----- | ----- | ----- |
| 4.635 | 3.973 | 4.150 | 4.115 | 3.874 | 4.175 | 4.303 | 4.498 | 4.832 |

## Партнерски градови
- Saubens